# 汉堡市政厅
汉堡市政厅（德語：Hamburger Rathaus）是德国汉堡的市政厅，位于市中心的旧城区，前面是市政厅广场，用于庆典活动，后侧是汉堡股票交易所。主要购物街蒙克贝格街连接着市政厅和汉堡火车总站。内阿尔斯特湖、Jungfernstieg地铁站和阿尔斯特湖船码头紧靠市政厅的北侧。圣彼得教堂是附近的一个标志性建筑。市政廳正門上方的露臺上裝飾著漢堡市守護女神哈蒙妮雅的馬賽克拼畫，城市的市徽，與用拉丁語所寫的漢堡漢薩自由市格言: Libertatem quam peperere maiores digne studeat servare posteritas. (自由乃汝先祖奮鬥所得，願後人致力於珍惜之。)
1842年，汉堡旧市政厅被大火摧毁。44年后的1886年，新市政厅开始建造。有7位建筑师在马丁·哈勒领导下负责设计和建造。1897年10月26日举行了开幕仪式。总计耗资1100万德国金马克。
这座市政厅是发生在汉堡的许多历史事件的中心舞台。1945年5月3日，纳粹指挥官在此向英军投降。访问汉堡市政厅的国家元首有埃塞俄比亚皇帝海尔·塞拉西一世、伊朗国王穆罕默德·礼萨·巴列维和英国女王伊丽莎白二世。
这座建筑外观的建筑风格为新文艺复兴式样，是汉堡为数不多的保存完整的历史建筑。这座建筑兴建于一个财富和繁荣的时期，当时普鲁士王国在普法战争中击败法国，建立了德意志帝国成立，因此新汉堡市政厅表现了汉堡的财富、汉堡州的独立以及汉堡的共和传统。市政厅的总面积为17000m²，不包括2900m²的Ratsweinkeller餐厅。塔楼高112米，有436级台阶。汉堡市政厅共有647个房间，比白金汉宫还多6个房间，建筑面积5400m²。